# Кувин, Анатолий Иванович
Анатолий Иванович Кувин (29 ноября 1931, Угор, Ивановская Промышленная область — 17 декабря 2024) — советский и российский художник-живописец, Заслуженный художник Российской Федерации (2013), Лауреат областной премии в области культуры, искусства и литературы (2011), представитель владимирской школы живописи.

## Биография
Родился 29 ноября в 1931 года в бывшем селе Молитеево (с 1929 года присоединено к селу Угор) Владимирской области. В семье было девятеро детей, Анатолий — самый младший. Семь первых лет своей жизни он провёл в деревне. Эти годы оказали кардинальное влияние на восприятие мира, став камертоном будущего художественного творчества, нравственной и эмоциональной основой всей дальнейшей жизни художника.
В 1938 году вместе с семьёй переехали во Владимир, где получил первые художественные навыки в художественном кружке местного Дома пионеров. В 1946 году поступил в Ивановское художественное училище, которое окончил с отличием в 1951 году. В том же году стал студентом Московского государственного художественного института имени В. И. Сурикова, который окончил в 1957 году.
- Постоянный участник выставок с 1955 года
- Член Союза художников СССР с 1977 года
- Неоднократно избирался в правление Владимирского областного отделения СХ РСФСР
- Участник более 150 выставок, в том числе всесоюзных, всероссийских и международных. Персональные выставки проходили в Москве, Владимире, Кольчугино, Коврове
- Лауреат областной премии в области культуры, искусства и литературы (2011)[1]
- Заслуженный художник Российской Федерации[2].
- Золотая медаль Союза художников России «Традиция, духовность, мастерство» (2016)

Анатолий Иванович Кувин принадлежит к числу замечательных мастеров реалистической живописи второй половины XX века. В своём искусстве он продолжает традиции глубокой человечности, истинно национального содержания, высочайшего профессионализма, заложенные великими предшественниками.
Творчество Кувина стилистически относится к Владимирской школе живописи. Однако в рамках этого художественного направления он создаёт свой собственный, уникальный язык, наиболее точно отражающий взгляд художника на мир.
Образный мир, созданный Анатолием Кувиным в его произведениях, наполнен добром и любовью, спокойствием человека, уверенно и радостно живущего на земле, бережно хранящего простые и вечные ценности. Именно любовь к жизни, радость бытия — вот то, что лежит в основе всех без исключения произведений художника, будь то сельский или городской пейзаж, жанровая сцена или обнаженная натура, портрет или натюрморт.
'В 2012 году вышла книга старшего научного сотрудника Владимиро-Суздальского музея-заповедника, ведущего эксперта по владимирской школе Надежды Севастьяновой «Анатолий Кувин», В прекрасно иллюстрированном альбоме подробно рассказывающая обо всех этапах жизненного и творческого пути художника.
Творческий вклад Кувина в развитие культуры признан не только в России, но и за рубежом. Информация о художнике опубликована в ряде зарубежных изданий и справочников, в том числе в авторитетной энциклопедии «Всемирный Лексикон художников. Художники всех времен и народов» (Allgemeines Künstlerlexikon. Die Bildenden Kunstler aller Zeiten und Volker).
Работы Анатолия Кувина находятся в государственных собраниях.
Умер 17 декабря 2024 года в возрасте 93 лет.